# Папилов, Николай Гаврилович
Николай Гаврилович Папилов — воздушный стрелок 956-го штурмового Виленского орденов Суворова и Кутузова авиационного полка 311-й штурмовой Молодечненской Краснознаменной авиационной дивизии 1-й воздушной армии 3-го Белорусского фронта, старшина — на момент представления к награждению орденом Славы 1-й степени.

## Биография
Родился 22 сентября 1922 года в селе Ульхово (ныне — микрорайон города Ярцево) в семье рабочего. Русский. Член ВКП/КПСС с 1944 года. Окончил 7 классов. Работал инспектором отдела кадров на Оловянинском мясокомбинате в Читинской области.
В 1941 году был призван в Красную Армию. Окончил Читинскую школу младших специалистов авиации в 1942 году. Позднее, в 1943 году, Ленинградскую школу авиамехаников. В действующей армии с февраля 1943 года. Первые боевые вылеты на штурмовике Ил-2 как воздушный стрелок совершил в октябре 1943 года. Летал в экипаже летчика Пескова Владимира Алексеевича. К октябрю 1944 года был награждён медалью «За отвагу». Участвовал в боях за освобождение Литвы, Польши.
8 октября 1944 года в составе экипажа во время боевого вылета в районе города Таураге отразил несколько атак истребителей противника, уничтожил 9 автомашин, 3 цистерны с горючим, много немецких солдат и офицеров. Приказом от 24 октября 1944 года «за мужество и отвагу проявленные в боях немецко-фашистскими захватчиками» сержант Николай Гаврилович Папилов награждён орденом Славы 3-й степени.
29 января 1945 года вместе с экипажем близ города Бартенштайн, выполняя полет на предельно малой высоте, из пулемета уничтожал вражеских солдат и офицеров, вывел из строя несколько огневых точек. 17 февраля в районе населенного пункта Гросс-Хассельберг в сложных метеорологических условиях, преодолев заградительную огневую завесу, подавил зенитную батарею, подорвал 2 автомашины с грузом, поразил несколько гитлеровцев. Приказом от 28 марта 1945 года «за мужество и отвагу, проявленные в боях с немецко-фашистскими захватчиками», старшина Николай Гаврилович Папилов награждён орденом Славы 2-й степени.
К маю 1945 совершил 115 боевых вылетов на штурмовку живой силы, боевой техники и транспортных средств противника. В групповых воздушных боях отбил 36 атак вражеских истребителей, сбил 1 и повредил 2 вражеских истребителя. Во время штурмовых ударов огнём из пулемёта вывел из строя до 30 автомобилей с военным грузом, поджег 7 цистерн, взорвал 3 склада с боеприпасами, уничтожил 5 штурмовых орудий, около 80 повозок и много солдат и офицеров.
Указом Президиума Верховного Совета СССР от 15 мая 1946 года за исключительное мужество, отвагу и бесстрашие, проявленные в боях с гитлеровскими захватчиками, старшина Николай Гаврилович Папилов награждён орденом Славы 1-й степени.
В 1947 году Н. Г. Папилов был демобилизован. Живёт в городе Актюбинск. До выхода на пенсию работал машинистом турбинного цеха Актюбинской ТЭЦ. За успехи в мирном труде был награждён орденом Октябрьской Революции и медалью «За трудовую доблесть».
Награждён орденами Октябрьской Революции, Отечественной войны 1-й степени, Красной Звезды, Славы 3-х степеней, медалями.